# أفلوية
أفلوية أو فوافوتسي أو ثمار بيضاء (الاسم العلمي Aphloia)، الفوافوتسي هير أوراق تأتي من أنواع مختلفة من جنس أفلوية وفصيلة النعضيات، مهدها مدغشقر وجزر المحيط الهندي وبعض جبال أفريقيا الشرقية. إن كلمة فوافوتسي هي تعبير ملغاشي يعني (ثمار بيضاء)
بسبب العُيبات الصغيرة العديدة التي تغطي فروع الشجرة في موسم النضج، وهي عُنيبات مأكولة.
الشجيرات لا تتخطى ثلاث أمتار. أزهارها صغيرة جدًا. أوراقها من 2 إلى 4 سم، سِنانية حادة الرأس، مُفَرَّضة الحوافي بعض الشيء.
الطب الشعبي يستعمل الأوراق ضد إصابات مُختلفة، منها الحبن، التعقيبة وحرقة البول، الاستسقاء، القشرة قد تكون مُقيئة،
ولكن عملها الأساسي هو الحُمى الصفراوية الدموية البيلة التي يصلها الأطباء عادة بـالملاريا.